# Phelsuma nigristriata
Phelsuma nigristriata is een hagedis die behoort tot de gekko's. Het is een van de soorten madagaskardaggekko's uit het geslacht Phelsuma.

## Naam en indeling
De wetenschappelijke naam van de soort werd voor het eerst voorgesteld door Harald Meier in 1984. De soortaanduiding nigristriata betekent vrij vertaald 'zwarte streep'.

## Uiterlijke kenmerken
Phelsuma nigristriata bereikt een kopromplengte tot 4,6 centimeter en een totale lichaamslengte inclusief staart tot 11 cm. De hagedis heeft een groene kleur en heeft een vage tekening zonder strepen. Het aantal schubbenrijen op het midden van het lichaam bedraagt 77 tot 80.

## Verspreiding en habitat

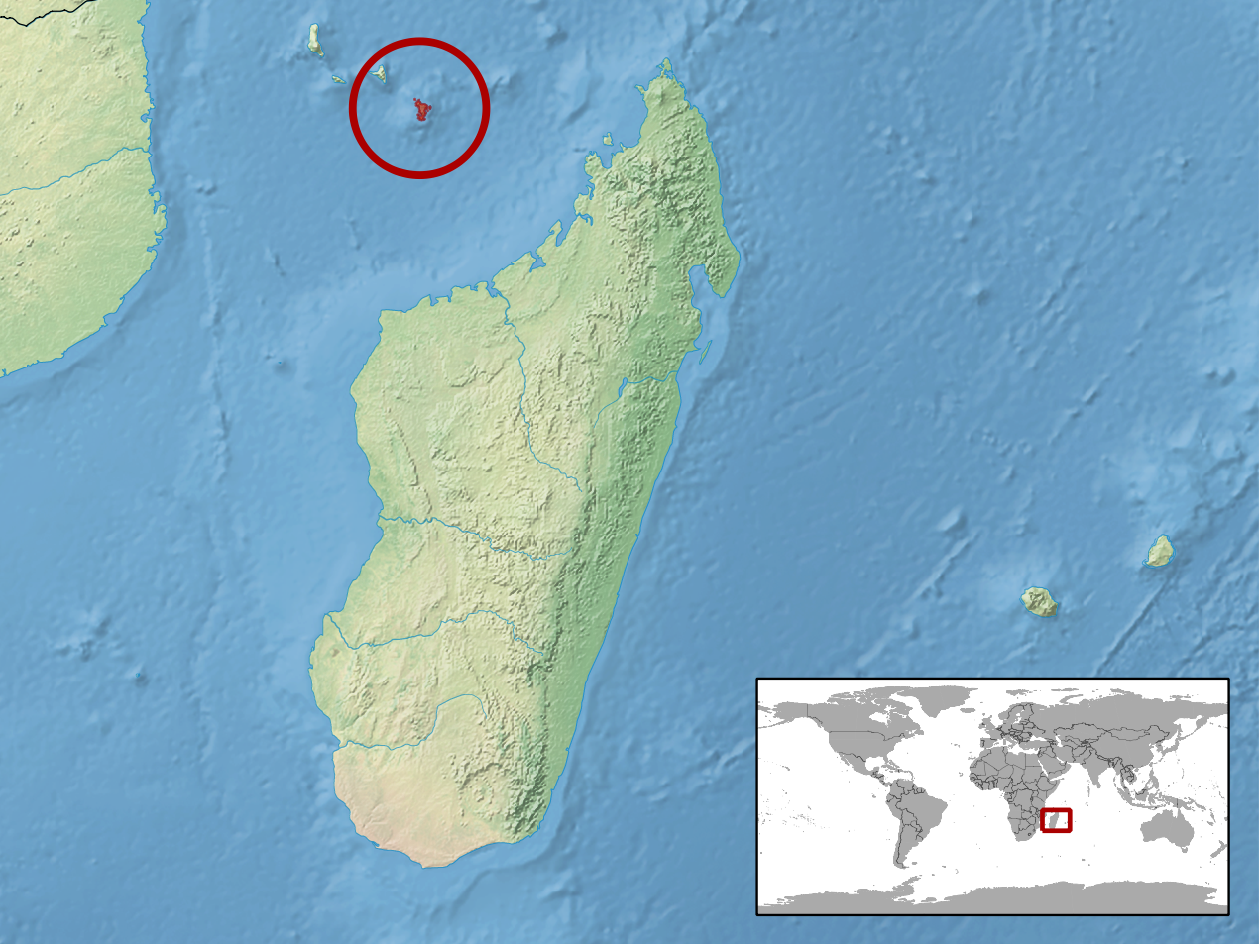
Verspreidingsgebied in het rood.

De soort komt voor in delen van Afrika en leeft endemisch in de Comoren, meer specifiek het eiland Mayotte. De habitat bestaat uit vochtige tropische en subtropische laaglandbossen. De soort is aangetroffen op een hoogte van ongeveer 100 tot 660 meter boven zeeniveau.

## Beschermingsstatus
Door de internationale natuurbeschermingsorganisatie IUCN is de beschermingsstatus 'kwetsbaar' toegewezen (Vulnerable of VU).